# Trienopa viridis
Trienopa viridis är en insektsart som beskrevs av Melichar 1906. Trienopa viridis ingår i släktet Trienopa och familjen sköldstritar. Inga underarter finns listade i Catalogue of Life.